# PC bang
PC bang  (em coreano: PC방; literalmente "sala de PC") é um tipo de lan house na Coreia do Sul, onde os clientes podem jogar jogos eletrônicos multiplayers por uma taxa horária. O custo típico para uma hora de jogo varia de 500 a 1500 won (aproximadamente $0.43 a $1.27 dólares), sendo 1000 won por hora o mais comum. Apesar da penetração per capita de computadores e acesso à internet de banda larga serem muito altas na Coreia do Sul, os PC bangs continuam a ser populares, pois proporcionam um lugar de encontro social para os jogadores (especialmente os jogadores de idade escolar) para jogar junto com seus pares. O hardware do computador usado pelos PC bangs pode ser mais poderoso do que os sistemas disponíveis nas casas dos jogadores. A maioria dos PC bangs permitem que os jogadores comam e bebam enquanto jogam. Refeições para as pessoas que ficam por longas horas, os PC bangs são geralmente equipados com bebidas e lanches (que são comprados separadamente). Lanches populares incluem ramen, cup noodles, café em latas e vários chips. Os jogadores também podem encomendar comida de restaurantes locais.

## História
A origem do PC bang começa com o 전자 카페 ("junja kappeh", que literalmente traduz-se como 'café eletrônico') na Coreia do Sul, inaugurado em março de 1988, mas depois foi fechado em 1991. Os criadores originais do junja kappeh, Ahn Sang-Soo e Geum Nu-Ree, lançaram esse café eletrônico perto da Universidade Hongik. Naquela época, as pessoas podiam usar computadores de 16-bits, que eram conectados por uma linha telefônica. Entretanto, apenas pessoas locais sabiam disso, não era algo amplamente conhecido.
Em abril de 1994, o primeiro internet cafe foi aberto. Jung Min-Ho fundou o primeiro internet cafe público, chamado BNC, em 서초구 (Distrito de Seocho). Como era o primeiro internet cafe, o lugar ganhou imensa popularidade. De 1988 a 1993, a imprensa rotulou tais cafés como "café eletrônico", porém após a abertura do BNC, rótulos como "café modem", "café de rede" e "cyber café" foram introduzidos pela imprensa.

## Indústria
Os jogos mais usados nos PC bangs são conhecidos na indústria como massively multiplayer online role-playing games, em que mais de 100.000 pessoas em todo o mundo podem jogar ao mesmo tempo. Os PC bangs cresceram em sua popularidade com o lançamento do jogo para PC StarCraft em 1998. A Coreia do Sul desenvolveu uma indústria de computadores próspera, com o uso da internet atingindo mais de 50% da população. Atualmente 25 milhões de cidadãos usufruem a internet e 14,4 milhões de domicílios sul-coreanas têm acesso à internet. Acompanhando essa alta taxa de acesso à internet em casa, estima-se que existam 25.000 PC bangs atualmente, enquanto que em 1997 haviam apenas cerca de 100 PC bangs em todo o país. Muitos jogos que são usados entre multijogadores sul-coreanos populares oferecem aos jogadores incentivos que os encorajam a jogar em PC bangs. Por exemplo, os jogos Nexon, Kart Rider e Crazy Arcade recompensam os jogadores com o bônus "Lucci"-moedas virtuais dos jogos- quando fazem login em um PC bang.

## Demografia
Embora os PC bangs sejam usados por todas as idades e gêneros, eles são mais populares entre os jogadores do sexo masculino e que são ou adolescentes ou estão na casa dos vinte anos. Durante o dia, a demografia dos PC bangs muda. A maioria dos estabelecimentos ficam abertos 24 horas. Nas manhãs, o tipo principal de usuário são os homens adultos entre 30 e 50 anos. Durante as tardes, os homens jovens vêm em grupos e ficam entre 1-3 horas. Durante este tempo é quando PC bangs são mais ruidosos. Durante o horário da janta, os adolescentes e os adultos mais novos são os maiores utilizadores. Geralmente jogam com cartões online, arcades ou jogos de MMORPG. Jogadores de jogos competitivos (18 anos e mais) costumam a entrar nos PC bangs às 20h e geralmente ficam por várias horas ou durante toda a noite. League of Legends, Lineage II, Sudden Attack e Starcraft são os jogos mais populares entre os jogadores que ficam até tarde da noite.

## Aspecto social
A indústria do PC bang criou uma cultura onde a maioria dos jovens da Coreia do Sul participam. Os gamers transformaram os PC bangs em uma facilidade de socialização, tornando-os como uma grande parte da vida de parte da juventude sul-coreana atual. Muitos estudantes dizem que o PC bang fornece um ambiente livre de estresse, com diversão e onde a juventude pode fazer grupos de amigos e se encontrar e participar de jogos cooperativos. Também comentam que os próprios jogos podem promover um ambiente social, promovendo o desenvolvimento de esquadrões ou grupos para jogar de forma mais eficaz.

## Vício
Com computador e acesso à internet tão prontamente disponíveis para o público, tanto em casa como nos PC bangs, o vício em jogos tornou-se uma preocupação. As consequências de várias horas passadas no PC bang jogando e a forte necessidade de competir aumentam os problemas de dependência e deslocamento dos usuários sul-coreanos dos PC bangs. Os maiores deslocamentos devido ao vício incluem sono, escola, dever de casa, promessas de se encontrar com amigos e tempo gasto com os mesmos. Como parte de seus esforços para combater o vício em jogos online entre os adolescentes, a Coreia do Sul introduziu uma lei que proíbe todos aqueles que tenham 16 anos ou menos de estarem em jogos online entre a meia noite e as 6 da manhã. A lei visa principalmente os PC bangs, bem como consoles com recursos online. O país permite um período de carência de dois anos para os jogos de smartphones e tablets antes de reconsiderar se eles deveriam ser incluídos ou não, já que os vícios de jogos online nessas plataformas atualmente não são considerados um problema sério.

## Impacto da indústria
Os PC bangs foram identificados como fontes de um grande número de jogadores que usam ferramentas de software para 'enganar' no jogo Overwatch, jogando efetivamente em servidores asiáticos e tornando o jogo impossível para outros servidores. A empresa dona do jogo, Blizzard Entertainment, fez um acordo com os PC bangs para permitirem que qualquer pessoa que use o site jogue Overwatch sem comprar o jogo como parte da taxa horária. Devido à natureza competitiva e jovem do usuário médio do PC bang, muitos desses jogadores usam ferramentas como aimbots para ganhar a vantagem superior nos jogos Overwatch. Enquanto a Blizzard proíbe contas que usam esses tipos de hacks, os usuários de PC bang conseguem rapidamente fazer uma nova conta no site Battle.net e voltam para o jogo usando as mesmas ferramentas. Relatórios da empresa mostram que ocorrem várias proibições por dia na Coreia do Sul.